# Svetlana Sjkolina
Svetlana Vladimirovna Sjkolina (ryska: Светлана Владимиовна Школина), född den 9 mars 1986, är en rysk friidrottare som tävlar i höjdhopp.
Sjkolina var framgångsrik som junior och blev tvåa både vid VM för ungdomar 2003 och vid VM för juniorer 2004. Hon vann dessutom guld vid EM för juniorer 2005.
Som senior deltog hon vid olympiska sommarspelen 2008 där hon tog sig vidare till finalen och slutade på fjortonde plats med ett hopp på 1,93. Vid Europeiska lagmästerskapen i friidrott 2009 hoppade hon 1,98 vilket då var ett nytt personligt rekord. Hon har sedan höjt detta till 2.03 i samband med bronsplatsen i OS 2012 samt tangerat det senare vid segern under VM 2013.

## Personliga rekord
- Höjdhopp - 2,03 meter